# 23. Sinfonie (Haydn)
Die Sinfonie G-Dur Hoboken-Verzeichnis I:23 komponierte Joseph Haydn im Jahr 1764 während seiner Anstellung als Vize-Kapellmeister beim Fürsten Nikolaus I. Esterházy. Menuett und Trio sind als Kanon komponiert. Der Schlusssatz hat ein ungewöhnliches Ende im Pianissimo.

## Allgemeines

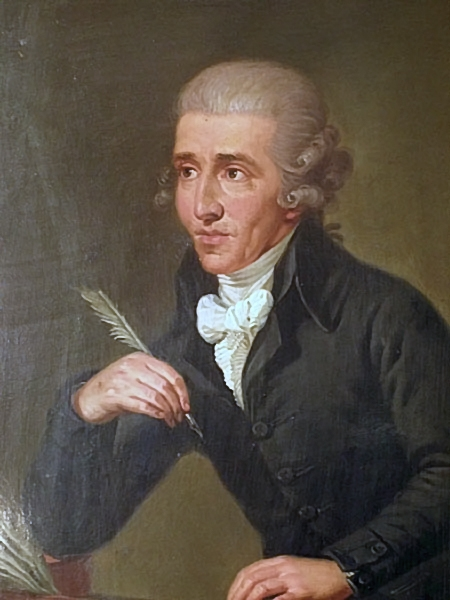
Joseph Haydn (Gemälde von Ludwig Guttenbrunn, um 1770)

Die Sinfonie Hoboken-Verzeichnis I:23 komponierte Joseph Haydn im Jahr 1764. In demselben Jahr – während der Zeit als Vize-Kapellmeister der Familie Esterházy –  komponierte Haydn die Sinfonien Nr. 21, Nr. 22 und Nr. 24.

## Zur Musik
Besetzung:  zwei Oboen, zwei Hörner, zwei Violinen, Viola, Cello, Kontrabass. Zur Verstärkung der Bass-Stimme wurde damals auch ohne gesonderte Notierung ein Fagott eingesetzt.  Über die Beteiligung eines Cembalo-Continuos in Haydns Sinfonien bestehen unterschiedliche Auffassungen.
Aufführungszeit:  ca. 20 Minuten (je nach Einhalten der vorgeschriebenen Wiederholungen).
Bei den hier benutzten Begriffen der Sonatensatzform ist zu berücksichtigen, dass dieses Schema in der ersten Hälfte des 19. Jahrhunderts entworfen wurde (siehe dort) und von daher nur mit Einschränkungen auf ein um 1764 komponiertes Werk übertragen werden kann. – Die hier vorgenommene Beschreibung und Gliederung der Sätze ist als Vorschlag zu verstehen. Je nach Standpunkt sind auch andere Abgrenzungen und Deutungen möglich.

### Erster Satz: Allegro
G-Dur, 3/4-Takt, 127 Takte

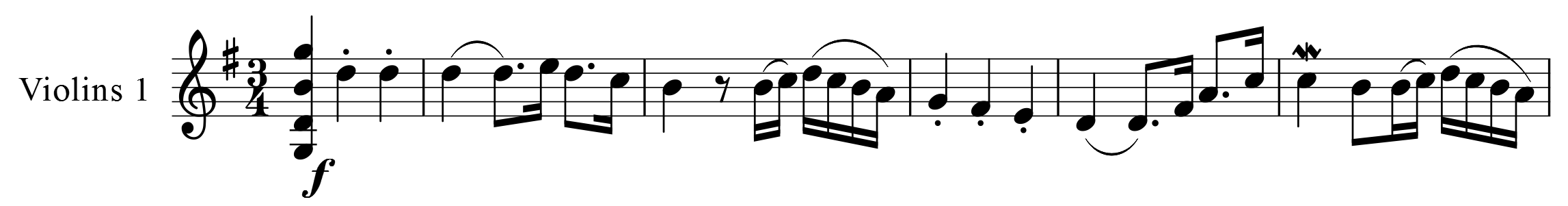
Beginn des Allegro

Die Sinfonie beginnt mit einem „großartigen“, „von bezwingender rhythmischer Kraft und dramatischen Impulsen erfüllten (…) Kopfsatz.“ Das kräftige erste Thema (Hauptthema, ein kontrastierendes zweites Thema fehlt) besteht aus zwei Hälften, für die der Rhythmus aus vier Vierteln und Achteln im punktierten Rhythmus typisch ist. In der ersten Hälfte sind die Viertel als kräftige Akkordschläge ausgebildet und die Bläser mit stimmführend, die zweite Hälfte wird von einer (im weiteren Satzverlauf wichtigen) Sechzehntelwendung eingeleitet und durchschreitet einen größeren Tonraum als die erste. Die zweite Hälfte wird variiert wiederholt.
Ab Takt 9 folgt ein Wechselspiel von Einwürfen der Oboen mit dem übrigen Orchester. In Takt 20 wird Hälfte 1 vom Hauptthema in der Dominante D-Dur wiederholt, anschließend verselbständigt sich die Sechzehntelfigur der zweiten Hälfte zunächst zur Abwärts-Sequenz und dann – angereichert mit Oktavsprüngen abwärts – zum Unisono. Die Unisonobewegung reichert sich mit Chromatik an, und nach kurzem Piano-Echo folgt eine ausgedehnte Tremolo-Klangfläche mit aufstrebendem Tonleitersegment in den Oboen. Die Schlussgruppe enthält ein Motiv mit punktiertem Rhythmus (der an das Hauptthema erinnert) und am Ende eine kleine Bläserfanfare.
Die Durchführung beginnt mit dem Hauptthema in D-Dur. Anschließend wird die Sechzehntelwendung aus dem Hauptthema intensiv verarbeitet: im versetzten Einsatz der Streicher, in imitatorischer Passage der Violinen mit Oktavsprung (auf- und abwärts) und im Unisono. Ab Takt 81 folgt eine Passage mit Synkope sowie Elementen vom Themenkopf (Viertelbewegung) und der Schlussgruppe, die in h-Moll endet. Mit der Einwürf-Passage (hier: Oboen –und Streicher) wechselt Haydn zurück zur Tonika G-Dur und damit zur Reprise.
In der Reprise ab Takt 96 sind die Passage mit den Einwürfen und der zweite Auftritt des Hauptthemas ausgelassen, dafür ist die Tremolo-Klangfläche etwas ausgedehnter. Exposition sowie Durchführung und Reprise werden wiederholt.

### Zweiter Satz: Andante
C-Dur, 2/4-Takt, 105 Takte
Der Satz ist (wie üblich bei Haydns frühen bis mittleren Sinfonien) nur für Streicher und überwiegend piano gehalten. Das erste Thema ist symmetrisch aus zweitaktigen Bausteinen aufgebaut und hat einen liedhaften Charakter. Typisch auch für den weiteren Satzverlauf sind die Einwürfe von Viola und Bass, hier zunächst als Triolenroller aufwärts. Der Themenkopf wird  wiederholt (nun mit Sechzehntelroller abwärts) und mit Mollwendung beantwortet. Im folgenden Dialog zwischen Violinen und Viola / Bass tritt der Sechzehntelroller dominant in Erscheinung. Im zweiten, floskelhaften „Thema“in der Dominante G-Dur spielen nur die Violinen. In der Schlussgruppe ab Takt 28 wird der Dialog zwischen Ober- und Unterstimmen fortgesetzt, der Einwurf von Viola und Bass ist nun als Tonleiter aufwärts erweitert.
Die Durchführung wiederholt die Motive der Exposition als Varianten. Ausgehend vom ersten Thema in G-Dur, folgt eine ausgedehntere, dissonante Mollpassage, das zweite „Thema“ in a-Moll und die verkürzte Schlussgruppe. Die Reprise ist gegenüber der Exposition verändert: Die Wiederholung des ersten Themas ist ausgelassen, dafür die Mollpassage erweitert und mit Dissonanzen angereichert. Exposition sowie Durchführung und Reprise werden wiederholt.

### Dritter Satz: Menuett
G-Dur, 3/4-Takt, mit Trio 50 Takte

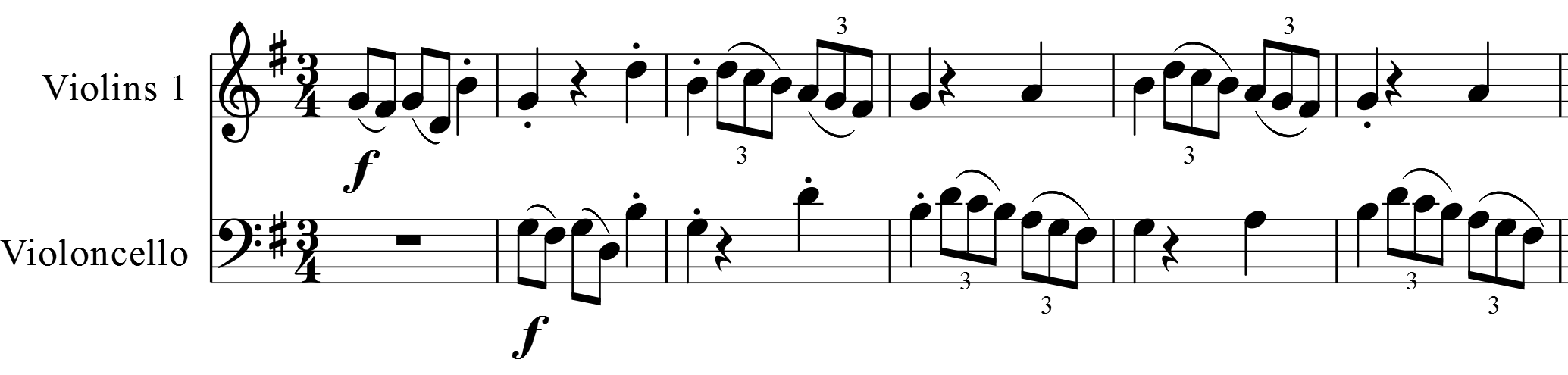
Beginn des Menuetts mit dem versetzten Stimmeneinsatz

Das Menuett ist als zweistimmiger Kanon strukturiert. Stimme 1 spielen Oboen und Violinen, die um einen Takt versetzte Stimme 2 Viola und Bass. Die Hörner füllen mit Einwürfen die Harmonien aus. Das Thema ist durch Wechsel von Achtelbewegung mit Triolen und Pausenunterbrechungen gekennzeichnet.
Kanonische Menuette in G-Dur gibt es z. B. auch in Haydns Sinfonie Nr. 3, in einer Sinfonie von Michael Haydn oder bei Wolfgang Amadeus Mozart in der Sinfonie KV 110 sowie der Cassation KV 63.
Das Trio in C-Dur ist ebenfalls ein Kanon in drei Stimmen für Streicher (1. Violine, 2. Violine und Viola / Bass) mit um zwei Takte versetztem Stimmeneinsatz.

### Vierter Satz: Finale. Presto assai
G-Dur, 6/8-Takt, 96 Takte
Der Satz ist durch seine nahezu kontinuierliche, vorwärtstreibende Bewegung der Violinen im Piano und – als dynamischen Kontrast dazu – kurzen Forte-Einwürfen des ganzen Orchesters gekennzeichnet.
Das erste Thema beginnt als Forte-„Ausrufezeichen“ aus Tonrepetition, gefolgt von einer sich aufschaubenden, auftaktigen Piano-Figur der in Achteln dahineilenden Violinen. Das Thema wird wiederholt und geht dann zur Dominante D-Dur über, wo in Takt 19 nach einem weiteren „Ausrufezeichen“ das zweite „Thema“ (eher: Motiv) mit Tonleiterfragmenten einsetzt. Ein mit vier Takten etwas längerer Forte-Einwurf führt zur Schlussgruppe, bei der die (wiederum durch einen Einwurf unterbrochene) Piano-Bewegung der Violinen durch ihre wiederholten Sekundschritte quasi auf der Stelle verharrt.
Die Durchführung variiert das erste Thema und setzt die Forte-Piano-Kontraste taktweise nebeneinander, wobei mehrere Tonarten gestreift werden. Die Reprise ab Takt 59 ist wie die Exposition strukturiert, allerdings weist das Satzende eine Besonderheit auf, die in der Literatur oft hervorgehoben und als frühes Beispiel für Haydns Humor gedeutet wird: Die Musik verebbt immer mehr von Pausen unterbrochen im Pianissimo. Als der Satz bereits zu Ende erscheint, fügt Haydn nach Generalpause noch einen unerwarteten Pizzicato-Akkord hinzu. Exposition sowie Durchführung und Reprise werden wiederholt.